# دعه يمر (أغنية غيمس)
دعه يمر (بالفرنسية: Laissez passer)‏ وهي إصدار منفرد لمغني الراب الكونغولي غيمس، تم إصدارها في 22 يونيو 2015 وهي إصدار منفرد في جزء الحبة الزرقاء لألبومه الثاني قلبي كان على حق.

## فيديو كليب
تم إصدار المقطع في 3 يوليو. تم تصويره في منزل غيمس في مقطع الفيديو الخاص به، دعا غيمس العديد من أفراد عائلته، مثل:
- والده: جونا دجنانا
- إخوانه: دادجو دجونا، بجيك، إكس جانج، دارسي وجيلاس
- ابنته الأخيرة (في نهاية المقطع)[2]

## التصنيف والشهادات

### التصنيف الأسبوعي
| التصنيف                                                     | أفضل مرتبة |
| ----------------------------------------------------------- | ---------- |
| تصنيف الألبومات الفرنسية (الاتحاد الوطني للنشر الفونوغرافي) | 7          |
| تصنيف الألبومات البلجيكية (أولتراتوب والونيا)               | 7          |